# نسبة دعم نظرية التطور
نسبة دعم نظرية التطور بين العلماء والعامة هو موضوع يثار كثيرًا في جدليات الخلق والتطور، ويلمس عديدًا من القضايا التعليمية والدينية والفلسفية والعلمية والسياسية. يثار الموضوع كثيرًا خاصة في الدول التي يوجد بها نسبة كبيرة من عدم قبول العامة للتطور، ولكنه يُدرّس في المدارس العامة والجامعات.
يقبل كل المجتمع العلمي تقريبًا (حوالي 97%) التطور كالنظرية العلمية الرئيسية المفسرة للتنوع البيولوجي. دحضت المؤسسات العلمية مرارًا مشاكل التطور التي يطرحها مناصرو التصميم الذكي.
تتعارض العديد من الطوائف والأديان في دول عدة مع نظرية التطور خاصة التي تكون الخلقية نقطة محورية في العقيدة الخاصة بها، ولذا يرفضون النظرية: في الولايات المتحدة وجنوب أفريقيا والهند والعالم الإسلامي وكوريا الجنوبية وسنغافورة والفلبين والبرازيل، وتابعون أقل في المملكة المتحدة وجمهورية أيرلندا واليابان وإيطاليا وألمانيا وإسرائيل وأستراليا ونيوزيلندا وكندا.
تناقش العديد من الوثائق المنشورة قضية الدعم مثل الوثيقة التي أصدرتها الأكاديمية الوطنية للعلوم بالولايات المتحدة.

## الدعم العلمي
تدعم الغالبية العظمى من المجتمع العلمي والأوساط الأكاديمية نظرية التطور بصفتها التفسير الوحيد الذي يستطيع أن يفسر تفسيرًا كاملًا الملاحظات في مجالات علم الأحياء وعلم الأحياء القديمة والبيولوجيا الجزيئية وعلم الوراثة والأنثروبولوجيا وغيرها. وجد استطلاع للرأي أجرته مؤسسة غالوب عام 1991 أن نحو 5٪ من العلماء الأمريكيين (بمن فيهم أولئك الذين تلقوا تدريبًا خارج مجال علم الأحياء) عرّفوا أنفسهم على أنهم خلقيون.
إضافةً إلى ذلك، يُصنف المجتمع العلمي التصميم الذكي، فرع من الخلقية الجديدة، على أنه فرع غير علمي، أو علم زائف، أو علم تافه. صرحت الأكاديمية الوطنية الأمريكية للعلوم أن التصميم الذكي و«الادعاءات الأخرى للتدخل فوق الطبيعي في أصل الحياة» ليست علومًا لأنها لا تُختبر بالتجربة، ولا تولِّد أي تنبؤات، ولا تقترح أي فرضيات جديدة خاصة بها. أصدر 38 فردًا من الحائزين على جائزة نوبل بيانًا في سبتمبر 2005، جاء فيه: «إن التصميم الذكي غير علمي في جوهره؛ ولا يمكن اختباره كنظرية علمية، لأن استنتاجه الرئيسي يستند إلى الاعتقاد بتدخل عامل خارق للطبيعة». أصدر تحالف يمثل أكثر من 70 ألف عالم ومعلم علوم أسترالي بيانًا في أكتوبر 2005، قال فيه إن «التصميم الذكي ليس علمًا» ودعا «جميع المدارس إلى عدم تدريس التصميم الذكي (آي دي) بصفته علمًا، لأنه يفشل في الارتقاء كنظرية علمية في الجوانب كافة».
في عام 1986، طلب موجز صديق المحكمة، الذي وقع عليه 72 فائزًا بجائزة نوبل في الولايات المتحدة و17 أكاديمية حكومية للعلوم و7 جمعيات علمية أخرى، من المحكمة العليا الأمريكية في قضية إدواردز ضد أغويلارد، رفض قانون ولاية لويزيانا القاضي بتدريس علم الخلق في المدارس العامة التي تُدرس فيها العلوم التطورية. أشار الموجز أيضًا إلى أن مصطلح «علم الخلق» كما يستخدمه القانون يجسد العقيدة الدينية، وأن «تدريس الأفكار الدينية المصنفة بصورة خاطئة على أنها علم يضر بالتعليم العلمي». يُذكر أن تلك المجموعة مثلت أكبر مجموعة من الفائزين بجائزة نوبل الذين وقعوا على عريضة حتى تلك اللحظة. وفقًا لعالمي الأنثروبولوجيا ألمكويست وكرونين، مثّل الملخص «أوضح بيان للعلماء يدعم التطور حتى الآن».
هناك العديد من المنظمات العلمية والأكاديمية التي أصدرت بيانات تدعم نظرية التطور في جميع أنحاء العالم. عمدت الرابطة الأمريكية لتقدم العلوم، وهي أكبر جمعية علمية عامة في العالم مع أكثر من 130 ألف عضو وأكثر من 262 جمعية وأكاديمية علمية تابعة تضم أكثر من 10 ملايين فرد، إلى إصدار العديد من البيانات والتصريحات الصحفية لدعم التطور. نشرت الأكاديمية الوطنية الأمريكية للعلوم المرموقة، التي تقدم المشورة العلمية للأمة، كتب عدة تدعم التطور وتنتقد نظرية الخلقية والتصميم الذكي.
يوجد اختلاف ملحوظ بين رأي العلماء ورأي الجمهور العام في الولايات المتحدة. وجد استطلاع أجراه مركز بيو للأبحاث عام 2009 أن «جميع العلماء تقريبًا (97٪) يتبنون الرأي القائل إن الكائنات البشرية والكائنات الحية الأخرى قد تطورت بمرور الوقت -يقول 87٪ منهم إن التطور يرجع إلى عمليات طبيعية، مثل الاصطفاء الطبيعي. لا يتشارك مع العلماء في موقفهم السائد هذا –بأن تطور الكائنات الحية قد حدث بسبب العمليات الطبيعية– سوى ثلث (32٪) الجمهور تقريبًا».

### آراء العلماء وقراراتهم وبياناتهم قبل عام 1985
صدر أحد أقدم القرارات الداعمة للتطور عن الجمعية الأمريكية لتقدم العلوم في عام 1922، وأعيد اعتماده في عام 1929.

قاد عالم الأحياء الأمريكي هيرمان جيه. مولر الحائز على جائزة نوبل في عام 1966 محاولات مبكرة للتعبير عن دعم العلماء للتطور، إذ عمّم عريضةً بعنوان «هل يُعدّ التطور البيولوجي مبدأ من مبادئ الطبيعة التي رسخها العلم؟» في مايو 1966، وجاء فيها:
«لا توجد فرضيات بديلة يأخذها أي عالم أحياء مختص اليوم على محمل الجد عندما يتعلق الأمر بمبدأ التطور و«شجرة الحياة» الخاصة به. علاوةً على ذلك، فإن المبدأ مهم جدًا لفهم العالم الذي نعيش فيه ولفهم أنفسنا، إذ يجب توعية الجمهور عمومًا، بمن فيهم الطلاب الذين يدرسون علم الأحياء في المدرسة الثانوية، دون نسيان أهميته لفهم حقيقة أن هذا المبدأ راسخ، مثل رسوخ حقيقة كروية الأرض».
وقع هذا البيان 177 عالمًا من علماء الأحياء الأمريكيين البارزين، مثل جورج جي. سيمبسون من جامعة هارفارد، والحائز على جائزة نوبل بيتر أغري من جامعة ديوك، وكارل ساغان من جامعة كورنيل، وجون تايلر بونر من جامعة برينستون، والحائز على جائزة نوبل جورج بيدل، رئيس جامعة شيكاغو، ودونالد إف. كينيدي من جامعة ستانفورد، الذي شغل منصب الرئيس السابق لإدارة الغذاء والدواء الأمريكية.
تبع ذلك إصدار قرار من الجمعية الأمريكية لتقدم العلوم (إيه إيه إيه إس) في خريف عام 1972، إذ نص جزئيًا على أن «نظرية الخلقية... ليس لها أساس علمي وعاجزة عن تطبيق القواعد المطلوبة لنظريات العلوم». أصدرت الأكاديمية الوطنية الأمريكية للعلوم قرارًا مشابهًا في خريف عام 1972. صدر بيان عن التطور حمل اسم «بيان يؤكد أن التطور مبدأ للعلوم»، ووقع عليه كل من الحائز على جائزة نوبل لينوس باولنغ، وإسحق عظيموف، وجورج جي. سيمبسون، ونورمان إتش. هوروويتز أستاذ علم الأحياء في معهد كاليفورنيا للتكنولوجيا، وإرنست ماير، وآخرون، ونُشر في عام 1977. أصدر المعهد الجيولوجي الأمريكي بيانًا آخر يدعم البيان في نوفمبر 1981. بعد ذلك بوقت قصير، أصدرت إيه إيه إيه إس قرارًا آخر يدعم التطور ويقلل من شأن الجهود المبذولة لتدريس نظرية الخلقية في صفوف العلوم.
حتى الآن، لا توجد مقالات بحثية خضعت لمراجعة الأقران تنكر التطور المذكور في محرك بحث الدوريات العلمية والطبية ببمد.

### مشروع ستيف
أعلن معهد دسكفري أن أكثر من 700 عالم قد أعربوا عن دعمهم للتصميم الذكي حتى تاريخ 8 فبراير 2007، ما دفع المركز الوطني لتعليم العلوم إلى تقديم عريضة «مسلية» حملت اسم «مشروع ستيف» لدعم التطور، إذ سُمح فقط للعلماء المدعوين «ستيف» أو بعض الأسماء المشتقة (مثل ستيفن وستيفاني وستيفان) بالتوقيع على العريضة، لتمثل بذلك العريضة «محاكاةً ساخرة» لقوائم «العلماء» المزعومين الذين يُفترض دعمهم مبادئ الخلقية التي تنتجها المنظمات الخلقية. توضح العريضة وجود عدد كبير من العلماء الداعمين للتطور والذين يحملون اسم «ستيف» وحده (أكثر من 1370)، أكبر من إجمالي عدد الداعمين للتصميم الذكي. يمثل ما سبق دليلًا إضافيًا على أن النسبة المئوية للعلماء الذين يدعمون التطور قد قُدرت بنحو 99.9٪، وفقًا لبراين ألتيرز.

## دينيًا

### البهائية
يتمثل جزء أساسي من تعاليم «عبد البهاء» عن التطور في الاعتقاد بأن كل الحياة قد اشتقت من الأصل نفسه: «أصل الحياة المادية كلها واحد...» ويذكر أن التنوع الكامل للحياة ينشأ من هذا الأصل الأوحد: «ضع في اعتبارك عالم الكائنات المخلوقة، ومدى تباين أنواعها وتفاوتها، لكن مع أصل واحد»، ويوضح أن عملية بطيئة وتدريجية أدت إلى تطوير الكيانات المعقدة:
«إن نمو جميع الكائنات وتطورها تدريجي؛ هذا هو التنظيم المقدس الشامل والنظام الطبيعي. لا تصبح البذرة شجرة على الفور؛ لا يصبح الجنين إنسانًا على الفور؛ لا يتحول المعدن إلى حجر فجأة. لا، بل تنمو وتتطور تدريجيًا وتبلغ حد الكمال».

### الهندوسية
يؤمن الهندوس بمفهوم تطور الحياة على الأرض. يُشار إلى مفاهيم داشافاتارا –وهي تجسيدات مختلفة للإله بدءًا من الكائنات الحية البسيطة وصولًا إلى كائنات معقدة– وليل ونهار براهما على أنها أمثلة على قبول الهندوس للتطور.

### الطوائف الدينية الأمريكية
في الولايات المتحدة، تروج العديد من الطوائف البروتستانتية للخلقية، وتقف ضد التطور، وترعى المحاضرات والمناظرات حول هذا الموضوع. تشمل الطوائف التي تدعو صراحةً إلى الخلقية بدلاً من التطور أو «الداروينية» كلًا من جمعيات الله، والكنيسة الميثودية الحرة، والكنيسة اللوثرية –المجمع الكنسي في ميزوري، والكنائس الخمسينية، والكنائس السبتية، والمجمع الإنجيلي اللوثري في ويسكونسن، والكنيسة المسيحية الإصلاحية، والمؤتمر المعمداني الجنوبي، وكنائس الخمسينية الوحدانية، والمجمع الإنجيلي اللوثري. طرح أتباع طائفة شهود يهوه كلًا من خلقية الفجوة وخلقية اليوم الحقبي لدحض التطور، لكنهم يرفضون مسمى «الخلقية»، التي يرون أنها تنطبق فقط على نظرية خلقية الأرض الفتية.

## الطب والصناعة
يشتكي الخلقيون بصورة شائعة من أن التطور لا قيمة له، ولم يُستخدم سابقًا لأي غرض، ولن يكون له أي فائدة. وفقًا للعديد من الخلقيين، لن نفقد شيئًا إن تخلصنا من التطور، بل قد يستفيد العلم والصناعة.
على أرض الواقع، يُسخر التطور للاستخدام العملي في الصناعة ويستخدمه يوميًا على نطاق واسع الباحثون في الطب والكيمياء الحيوية والبيولوجيا الجزيئية وعلم الوراثة لصياغة فرضيات حول الأنظمة البيولوجية لأغراض التصميم التجريبي، وترشيد البيانات المرصودة وإعداد التطبيقات. يوجد 554,965 ورقة علمية في ببمد تتطرق إلى «التطور» حتى تاريخ مايو 2019. تستخدم شركات الأدوية التطور البيولوجي في تطوير منتجات جديدة، وتستخدم هذه الأدوية لمكافحة تطور البكتيريا والفيروسات.
بسبب القيمة المتوقعة للتطور في التطبيقات، أعربت بعض الشركات عن دعمها التطور. ظهرت في كانساس مخاوف على نطاق واسع في الشركات والمجتمعات الأكاديمية من أن التحرك للحد من تدريس التطور في المدارس سيضر بقدرة الولاية على توظيف أفضل المواهب، لا سيما في صناعة التكنولوجيا الحيوية. حذر بول هانلي من معهد التكنولوجيا الحيوية من تأخر الولايات المتحدة في سباق التكنولوجيا الحيوية مع الدول الأخرى إذا لم تحسن جهودها في تدريس التطور.
صرح جيمس مكارتر من شركة دايفرجنس إنكورببوريتد أن عمل الحائز على جائزة نوبل لعام 2001 ليلاند هارتوال اعتمد اعتمادًا كبيرًا على توظيف المعرفة التطورية وتوقعاتها، وكلاهما يؤثر تأثيرات مهمة على علاج السرطانات. علاوةً على ذلك، خلص مكارتر إلى أن 47 من آخر 50 جائزة نوبل في الطب أو علم وظائف الأعضاء تعتمد على فهم النظرية التطورية (وفقًا لمعايير مكارتر الشخصية غير المحددة).